# 在海洋之中
《在海洋之中》，又称《太平洋中的船》（加罗林语：Satil matawal Pacifico），是美国属地北马里亚纳群岛的地区颂歌。查莫罗语歌词由何塞·潘赫利南和华金·潘赫利南兄弟于1940年代创作，加罗林语歌词由大卫·卡皮利欧·陶拉姆瓦尔·彼得于1976年创作。曲调取自19世纪的德国小调《在最美的草原》。1996年，这首歌被正式采用为北马里亚纳群岛地区颂歌。